# Broué
Broué ist eine französische Gemeinde mit 859 Einwohnern (Stand: 1. Januar 2022) im Département Eure-et-Loir in der Region Centre-Val de Loire; sie gehört zum Arrondissement Dreux und zum Kanton Anet.

## Geographie
Broué liegt etwa 37 Kilometer nördlich von Chartres und etwa 67 Kilometer westsüdwestlich von Paris. Umgeben wird Broué von den Nachbargemeinden Marchezais im Norden, Goussainville im Norden, Boutigny-Prouais im Süden und Osten, La Chapelle-Forainvilliers im Südwesten, Germainville im Westen sowie Serville im Nordwesten.
Durch den Norden der Gemeinde führt die Route nationale 12.

## Bevölkerungsentwicklung
| Jahr                       | 1962 | 1968 | 1975 | 1982 | 1990 | 1999 | 2006 | 2017 |
| -------------------------- | ---- | ---- | ---- | ---- | ---- | ---- | ---- | ---- |
| Einwohner                  | 477  | 416  | 484  | 614  | 675  | 762  | 895  | 888  |
| Quellen: Cassini und INSEE |      |      |      |      |      |      |      |      |

## Sehenswürdigkeiten

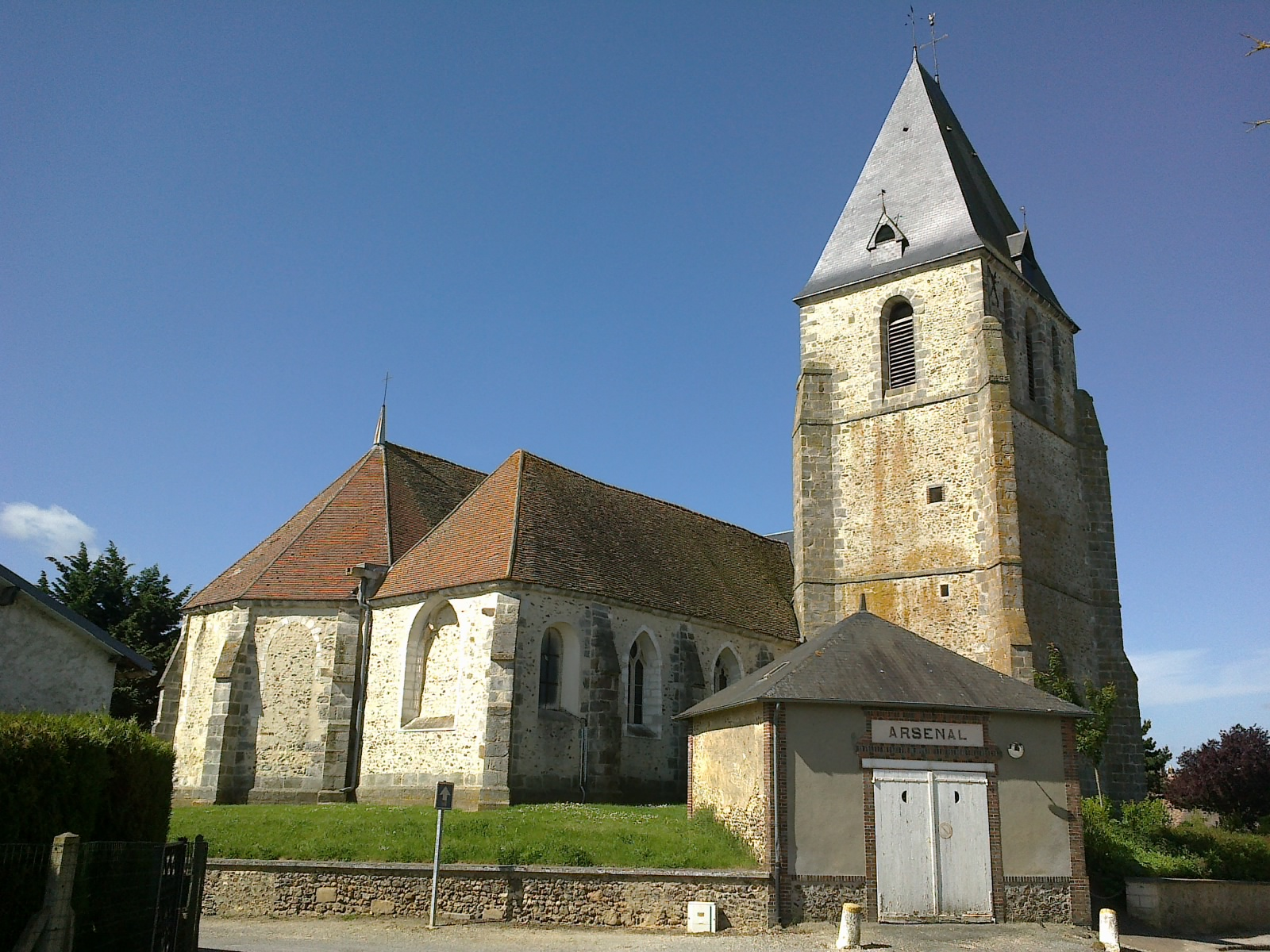
Kirche Saint-Martin

- Kirche Saint-Martin